# Hesar Bolaghi
Hesar Bolaghi – wieś w Iranie, w ostanie Azerbejdżan Zachodni, w szahrestanie Bukan. W 2006 roku liczyła 52 mieszkańców.